# Adeka
K.K. Adeka (jap. 株式会社ADEKA, kabushiki kaisha Adeka; engl. Adeka Corp.) ist ein japanischer Chemiekonzern. Er stellt hauptsächlich Zusatzstoffe für Polymere wie Farbstoffe, Weichmacher, Flammschutzmittel und Alterungsschutzmittel, aber auch Elektronikmaterialien und verarbeitete Fette her. Die Additive werden unter dem Markennamen ADK STAB verkauft.

## Geschichte
Adeka wurde 1917 von Furukawa Gomei Kaisha gegründet. Es wurden Natronlauge und Chlorgas durch Chloralkali-Elektrolyse produziert. 1919 kam die Produktion von hydrierten Ölen hinzu.
Im Jahr 2000 wurde die Joint Venture Adeka Palmarole gegründet. 2008 hat Adeka die Muttergesellschaft aus Rousset in Frankreich komplett übernommen.
Vor 2006 hieß das Unternehmen Asahi Denka Kōgyō (旭電化工業) K.K., englisch Asahi Denka Co., Ltd.